# 세종대왕급 구축함
세종대왕급 구축함(世宗大王級 驅逐艦, King Sejong the Great class destroyer)은 대한민국 해군이 도입한 첫 번째 이지스 구축함이다. KDX 계획의 마지막으로 2007년 5월 25일 1번함인 DDG-991 세종대왕이 진수되었고 2008년 12월 22일 취역하였다. 2번함은 DDG-992 율곡이이로 2010년 9월 진수, 2011년 6월 실전 투입되었다. 3번함은 DDG-993 서애류성룡으로 2011년 3월 진수하였다. 이로써 더 이상 실험적인 의미의 KDX-3은 사용되지 않고 KD-3으로 불리게 된다.

## 개발
세종대왕급 구축함은 대한민국 해군의 기동함대 창설 계획에 따라 건조한 이지스구축함이다.
선체는 미국 해군의 알레이버크급 구축함 Flight IIA를 기반으로 설계되었으며, 건조비는 척당 약 1조 여원이다. 탑재되는 이지스 시스템은 일본, 미국과 공동구입하였다.
2010년 9월 KD-3 2번함 DDG-992 율곡이이함이 취역 및 전력화되었으며, 대한민국 해군 3번함 DDG-993 서애류성룡함은 2008년 9월 기공을 시작하여 2년 6개월에 걸쳐 건조를 완료,2011년 3월 24일 진수된 후 2012년 8월 해군에 인도, 실전 배치 되었다.
이후 북한의 미사일요격과 독도와 이어도 등의 지역에서 분쟁 대응을 목적으로 개량형 3척을 추가건조하게 되었다.

## 특징
세종대왕급은 미 해군의 알레이버크급 구축함의 선체를 기반으로 화력 증강 등을 위해 대형화했다.
한국형 수직 발사기가 탑재되며 한국형 수직 발사기에는 천룡 순항 미사일과 홍상어 대잠미사일 등이 탑재된다.
전투 시스템은 이지스 전투시스템인 베이스라인 7.1과 함께 해성 미사일, RIM-116 램, 골키퍼 CIWS 등의 장비를 운용하기 위한 베이스라인 K1시스템을 탑재했다.

## 이지스 소프트웨어
현대의 많은 첨단 무기들이 그렇듯이 이지스함 역시 소프트웨어가 대단히 중요하다. 일부 운용국에서는 별도의 전투 시스템을 운용하지만 세종대왕급에는 미국, 일본, 스페인과 마찬가지로 이지스 통합 전투 시스템을 채용하고 있다.
- 대한민국 - 세종대왕급 BATCH-1 구축함(베이스라인7)
- 대한민국 - 세종대왕급 BATCH-2 구축함(베이스라인9)

## 함정 목록
| 함번    | 함명       | 조선소       | 진수             | 취역             | 퇴역    | 비고    |
| Batch-I | Batch-I    | Batch-I      | Batch-I          | Batch-I          | Batch-I | Batch-I |
| ------- | ---------- | ------------ | ---------------- | ---------------- | ------- | ------- |
| DDG-991 | 세종대왕   | 현대중공업   | 2007년 5월 25일  | 2008년 12월 22일 |         |         |
| DDG-992 | 율곡이이   | 대우조선해양 | 2008년 11월 14일 | 2010년 8월 31일  |         |         |
| DDG-993 | 서애류성룡 | 현대중공업   | 2011년 3월 24일  | 2012년 8월 30일  |         |         |

### 대한민국 해군소속 구축함의 척당 연간유지비
- KDX-III(세종대왕급) : 514억원
- KDX-II(충무공이순신급) : 63억원
- KDX-I(광개토대왕급) : 57억원

(2013년 기준)

## 무장 체계

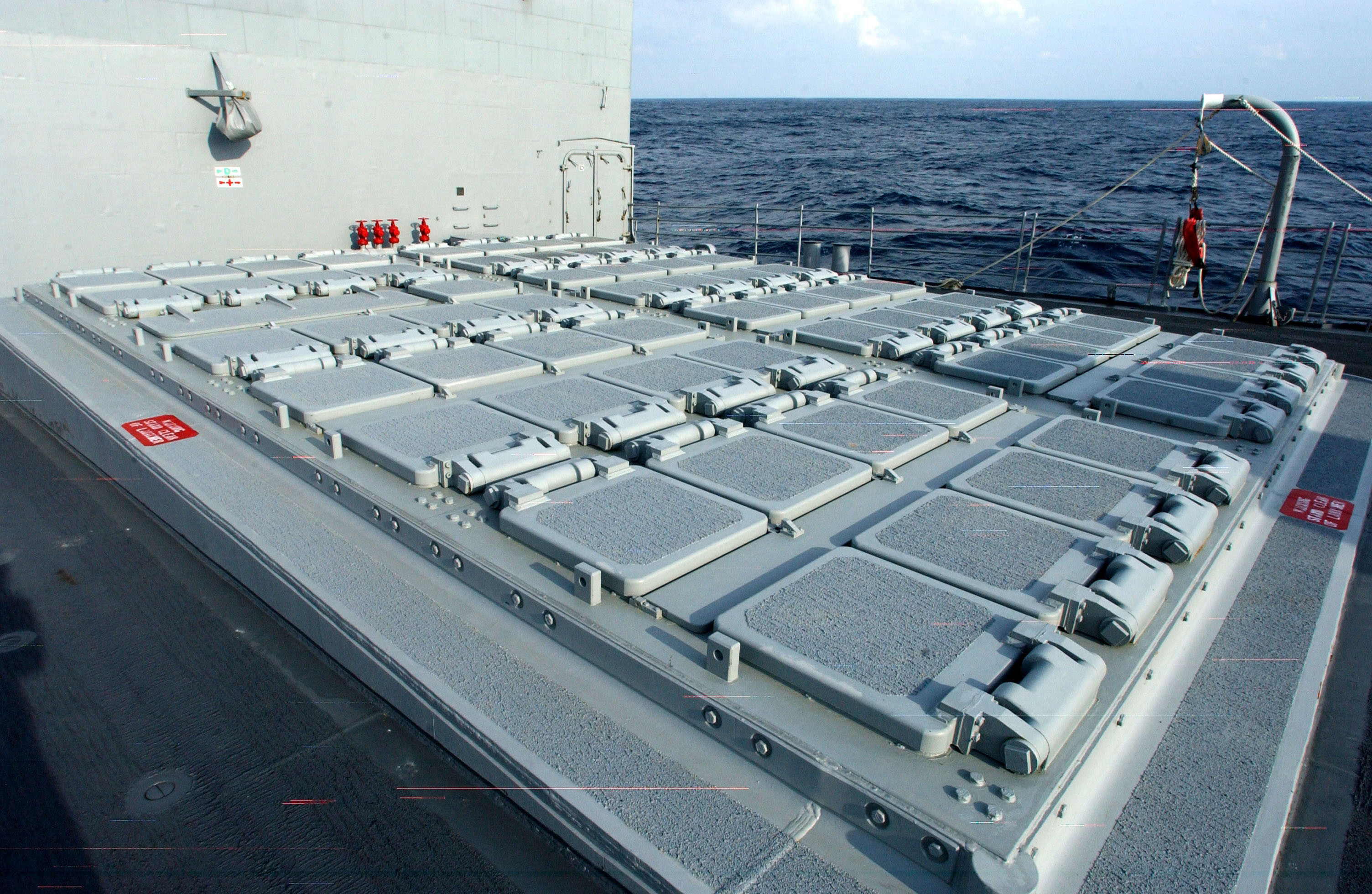
세종대왕급 구축함에도 탑재된 같은 사양의 마크 41 수직발사장치. RIM-66 스탠더드 미사일도 탑재된다.

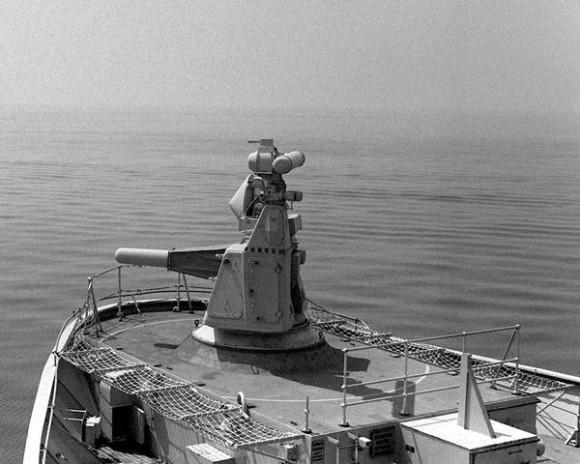
골키퍼 근접방어 무기체계

### 스탠더드 미사일
세종대왕함은 SM-2 블록 IIIB 미사일을 주력 무기로 장착한다. 블록 IIIB는 블록 IIIA에 적외선(IR) 유도 모드가 추가되어 순항미사일 요격 능력이 향상되었다. 당초 블록 IVA를 구입하려고 하였으나, 미국이 일본과 SM-3 개발에 주력하면서 SM-2 블록 IVA의 개발이 중단된 것으로 알려지면서, 1단계 낮은 IIIB로 대체하게 되었다. 한편 대한민국 해군은 무게 1톤, 액티브 레이다 유도 추력편향 장거리 대공 미사일인 SM-6을 도입할 예정이라고 밝혔다.

### 현무-3
현무-3은 대한민국이 독자 개발 완료한 토마호크형 순항 미사일로 대한민국의 국방과학연구소(ADD)가 10여 년 만에 개발을 마쳤다.
지상에서 50∼100m 정도의 고도를 유지하며 빠른 속도로 비행하기 때문에 요격하기 힘들고, 관성 항법 장치와 지형영상대조항법 체계를 갖추고 있어 오차범위가 3m 이내일 정도로 정확성이 높은 것으로 알려졌다.

### 홍상어 대잠로켓
홍상어 대잠 미사일은 대한민국 해군과 국방과학연구소가 개발한 대잠 미사일로 미국의 ASROC과 같은 형태이며, 청상어 경어뢰가 탑재되어 있다.

### SSM-700K 해성
SSM-700K 해성 대함미사일은 대한민국이 개발에 성공한 함대함 미사일로 LIG넥스원과 국방과학연구소(ADD)가 개발에 참여했다. KD-2급 구축함 후기형 이후에 건조되는 해군 함정에 장착되고 있다.

### 골키퍼 근접방어 무기체계
골키퍼 근접방어 무기체계는 네덜란드 탈래스사 제품으로 A-10 썬더볼트 공격기의 GAU-8/A 30mm 기관포를 기반으로 제작되었다. 30mm 기관포의 특성상 20mm 팰렁스 CIWS보다 표적 제압능력이 뛰어난것으로 알려진다. 초당 70발 사격이 가능하다.

## 슈퍼 컴퓨터
세종대왕함은 인텔 x86 계열 CPU 5,000 여개를 사용하는 슈퍼 컴퓨터를 탑재하고 있다. 운영 체제(OS)는 레드호크 리눅스(RedHawk Linux)를 사용한다.

## 미사일 방어망의 구성
현재 대한민국은 SM-3 도입이 확정되지 않았고, 또한 MD시스템에서 미사일 발사 자료를 받아올 수 없어 MD로써의 가치는 크게 높지 않은 편이다.

## 한국형 구축함 간의 비교
|                       | KD-1: 광개토대왕급 구축함              | KD-2: 충무공이순신급 구축함                                             | KD-3: 세종대왕급 구축함                                               |
| --------------------- | -------------------------------------- | ----------------------------------------------------------------------- | --------------------------------------------------------------------- |
| 계약자                | 대우조선해양                           | 대우조선해양, 현대중공업                                                | 대우조선해양, 현대중공업                                              |
| 길이                  | 135.4 m                                | 149.5 m                                                                 | 165.9 m                                                               |
| 폭                    | 14.2 m                                 | 17.4 m                                                                  | 21.4 m                                                                |
| 흘수                  | 4.2 m                                  | 5 m                                                                     | 6.25 m                                                                |
| 배수량                | 3,200 톤                               | 4,400 톤                                                                | 7,650 톤                                                              |
| 만재배수량            | 3,885 톤                               | 5,520 톤                                                                | 10,000 톤                                                             |
| 최고속도              | 30 노트                                | 29 노트                                                                 | 30 노트                                                               |
| 순항속도              | 18 노트                                | 17 노트                                                                 | 20 노트                                                               |
| 순항거리              | 4,500 해리                             | 5,500 해리                                                              | 5,500 해리                                                            |
| 탑재헬기              | MK 99A 슈퍼링크스 2대                  | MK 99A 슈퍼링크스 2대                                                   | MK 99A 슈퍼링크스 2대                                                 |
| 승무원                | 286명                                  | 280명                                                                   | 300명 내외                                                            |
| 함포                  | 5인치 54구경 OTO Compact Mount         | 5인치 함포 KMk 45 Mod 4 *1                                              | 5인치 함포 KMk 45 Mod 4 *1                                            |
| 근접방어체계          | 골키퍼 CIWS *2                         | 골키퍼 CIWS 21연장 RAM Block I 발사기 1문                               | 골키퍼 CIWS 21연장 RAM Block I 발사기 1문                             |
| 대함미사일            | AGM-84 하푼 4연장 발사기 2기           | 전기1형 - 하푼 4연장 발사기 2기 후기형 - SSM-700K 해성 4연장 발사기 2기 | SSM-700K 해성 4연장 발사기 4기                                        |
| 대공미사일            | RIM-7P 시스패로우 16기                 | SM-2 Blocks IIIA/IIIB                                                   | SM-2 Blocks IIIA/IIIB                                                 |
| 수직발사장치          | 16셀 Mk 48 Mod 2                       | 마크 41 VLS 32문 K-VLS 24문                                             | 마크 41 VLS 80문 K-VLS 48문                                           |
| 대잠수함무기          | 324mm 청상어 어뢰 3연장 발사관 2문     | 324mm 청상어 어뢰 3연장 발사관 2문 K-ASROC 홍상어 미사일 (K-VLS 탑재)   | 324mm 청상어 어뢰 3연장 발사관 2문 K-ASROC 홍상어 미사일 (K-VLS 탑재) |
| 대공 레이다           | 시그널 네더란드 MW-08                  | 시그널 네더란드 MW-08                                                   | AN/SPY-1D(V) 이지스 레이다                                            |
| 해상 레이다           | 시그널 네더란드 MW-08                  | 시그널 네더란드 MW-08                                                   | AN/SPY-1D(V) 이지스 레이다                                            |
| 항법 레이다           | 대우 SPS-95K (I 밴드)                  | 대우 SPS-95K (I 밴드)                                                   | 대우 SPS-95K (I 밴드)                                                 |
| 사격통제 레이다       | 시그널 사 STIR 180 *2                  | 시그널 사 STIR 240 *2                                                   | AN/SPG-62 *3                                                          |
| IFF                   | AN/UPX-27K IFF                         |                                                                         | 이지스 피아식별시스템                                                 |
| 전자교란장치          | ARGOSystems AR 700 ARGOSystems APECS 2 | LIG 넥스원 SLQ-200(V)K SONATA                                           | LIG 넥스원 SLQ-200(V)K SONATA                                         |
| 레이다/적외선교란장치 | CSEE DAGAIE MK2 채프/플레어 발사기 *4  | KDAGAIE MK2 채프/플레어 발사기 *4                                       | KDAGAIE MK2 채프/플레어 발사기 *4                                     |
| 어뢰기만기            | SLQ-25 Nixie towed 어뢰 디코이         | SLQ-261KTACM                                                            | SLQ-261KTACM                                                          |
| 전투시스템            | BAe SEMA SSCS MK.7 전투시스템          |                                                                         | 이지스 전투시스템                                                     |
| 통신시스템            | Litton KNTDS LINK 11                   | Litton KNTDS LINK 11                                                    | Litton KNTDS LINK 16                                                  |
| 소나                  | ATLAS DSQS-21BZ 함수소나               | ATLAS DSQS-21BZ 함수소나                                                | ATLAS DSQS-21BZ 함수소나                                              |
| 예인 소나             | SQR-220K 흑룡 예인소나                 | SQR-220K 흑룡 예인소나                                                  | SQR-220K 흑룡 예인소나                                                |
| 추진방식              | CODOG                                  | CODOG                                                                   | COGAG                                                                 |
| 가스터빈              | GE LM2500 (58,200 hp) *2               | GE LM2500 (58,200 hp) *2                                                | GE LM2500 (58,200 hp) *2                                              |
| 디젤엔진              | 쌍용 20V 956 TB 82 (8,000 hp) *2       | 쌍용 20V 956 TB 82 (8,000 hp) *2                                        | 쌍용 20V 956 TB 82 (8,000 hp) *2                                      |
| 프로펠러              | 2 CP 프로펠러                          | 2 CP 프로펠러                                                           | 2 CP 프로펠러                                                         |
| 1번함 취역            | 1998년 7월 24일 (DDH-971)              | 2003년 12월 1일 (DDH-975)                                               | 2008년 12월 22일 (DDG-991)                                            |

## 추가 전력화
대한민국 해군은 2013년 12월 10일에 세종대왕급 구축함 3척을 추가로 전력화하는 것을 추진하고 있다. 전력화는 2020년대 중반으로, 약 4조원의 예산이 투입될 것으로 전망했다.
차기 이지스함은 2023년부터 2년마다 모두 3척이 도입된다. 방사청은 차기 이지스함 전투체계 구매 비용을 줄이기 위해 일본과 공동구매에 참가할 계획이다.
2016년 8월 15일, 록히드 마틴은 홈페이지를 통해 "한국 해군의 차기 이지스 구축함 3척, 일본 해상자위대의 아타고급 구축함 2척, 미 해군의 신형 구축함 1척 등 6척에 최신형 이지스 전투체계인 '베이스라인(Baseline·BL) 9'을 장착하는 계약을 체결했다"고 밝혔다.
한국 해군은 기존의 베이스라인 7.1인 세종대왕급 이지스함 3척에 대해서도 개량을 통해 베이스라인 9를 장착하는 계획을 검토중이다.

## 그 외의 유사 해상 전력
- 소브레메니급 구축함: 만재 배수향 7,940 톤의 러시아 구축함. 한국, 미국, 일본의 이지스함과 비슷한 배수량을 가진, 서방의 이지스함에 대응하는 러시아, 중국의 구축함.
- 아타고급 구축함 : 일본 해상자위대의 이지스 구축함.
- 공고급 구축함 : 일본 해상자위대의 이지스 구축함

## 같이 보기
- 대한민국 해군의 함정 목록